# Carmel Sepuloni

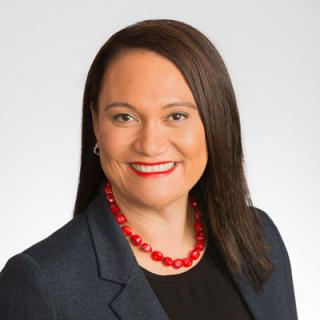
Carmel Sepuloni (2011)

Carmel Jean Sepuloni, in der Öffentlichkeit als Carmel Sepuloni bekannt, (* 1977 in Waitara, Taranaki, Neuseeland) ist eine neuseeländische Politikerin der New Zealand Labour Party.

## Leben
Carmel Jean Sepuloni wurde 1977 in Waitara, im New Plymouth District der Region Taranaki geboren. Sie besitzt samoanische, tonganische und europäische Wurzeln und lebt seit 1996 in Auckland.

## Berufliche Tätigkeit
Sepuloni war als Alphabetisierungslehrerin für Jugendliche in West-Auckland tätig, arbeitete als Lehrerin in Samoa, war Leiterin von Gleichstellungsprogrammen an der University of Auckland, übernahm die Leitung eines nicht-regulierten Forschungsprojekts und war als Chief Executive Officer (CEO) für Vaka Tautua tätig, Neuseelands einzigem nationalen pazifischen Gesundheitsdienstleisters.

## Politische Karriere
Sepuloni engagierte sich für die Verbesserung der Sozial-, Gesundheits- und Bildungssituation aller Neuseeländer und trat im Laufe ihrer Karriere insbesondere für sozioökonomisch schwache Gruppen, wie Māori, Menschen von den Pazifischen Inseln, Menschen mit Behinderungen und Alleinerziehende ein.

### Ministerämter in der Regierung Ardern
Als Labour unter der Führung von Jacinda Ardern die Parlamentswahl 2017 gewann, holte sie Sepuloni für folgende Ministerposten ins 1. Kabinett ihrer Regierung:
| Minister                                             | vom              | bis              |
| ---------------------------------------------------- | ---------------- | ---------------- |
| Minister for Social Development                      | 26. Oktober 2017 | 6. November 2020 |
| Minister for Disability Issues                       | 26. Oktober 2017 | 6. November 2020 |
| Associate Minister for Pacific Peoples               | 26. Oktober 2017 | 6. November 2020 |
| Associate Minister for Arts, Culture and Heritage    | 26. Oktober 2017 | 6. November 2020 |
| Minister for ACC (Accident Compensation Corporation) | 22. Juli 2020    | 6. November 2020 |

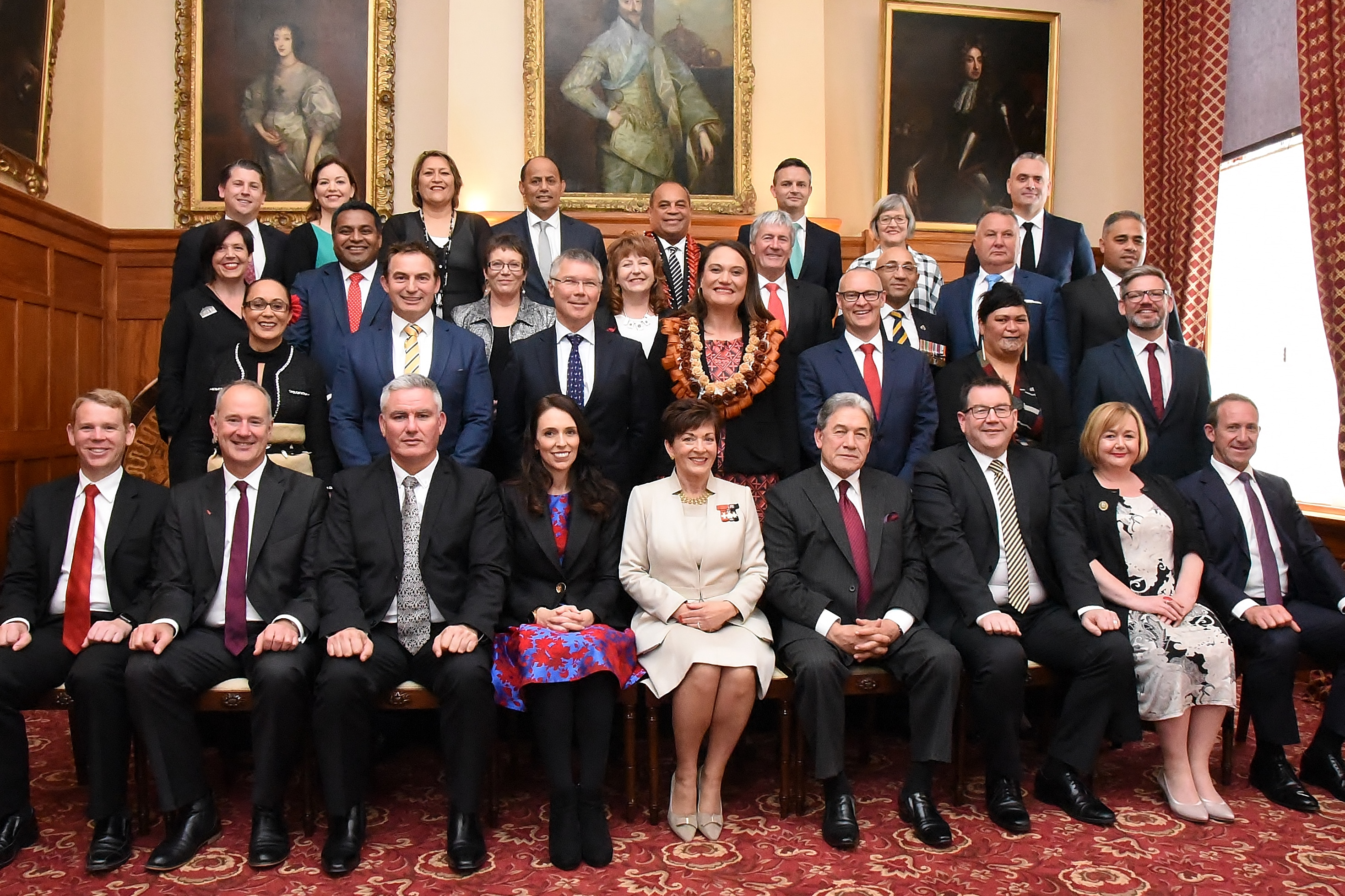
Carmel Sepuloni (2017)
in der Mitte der zweiten Reihe

Nach der Wiederwahl von Labour im November 2020 bildete Ardern ihre Regierung um. Sepuloni wurde Mitglied des 2. Kabinett und wurde mit folgenden Ministerposten betraut:

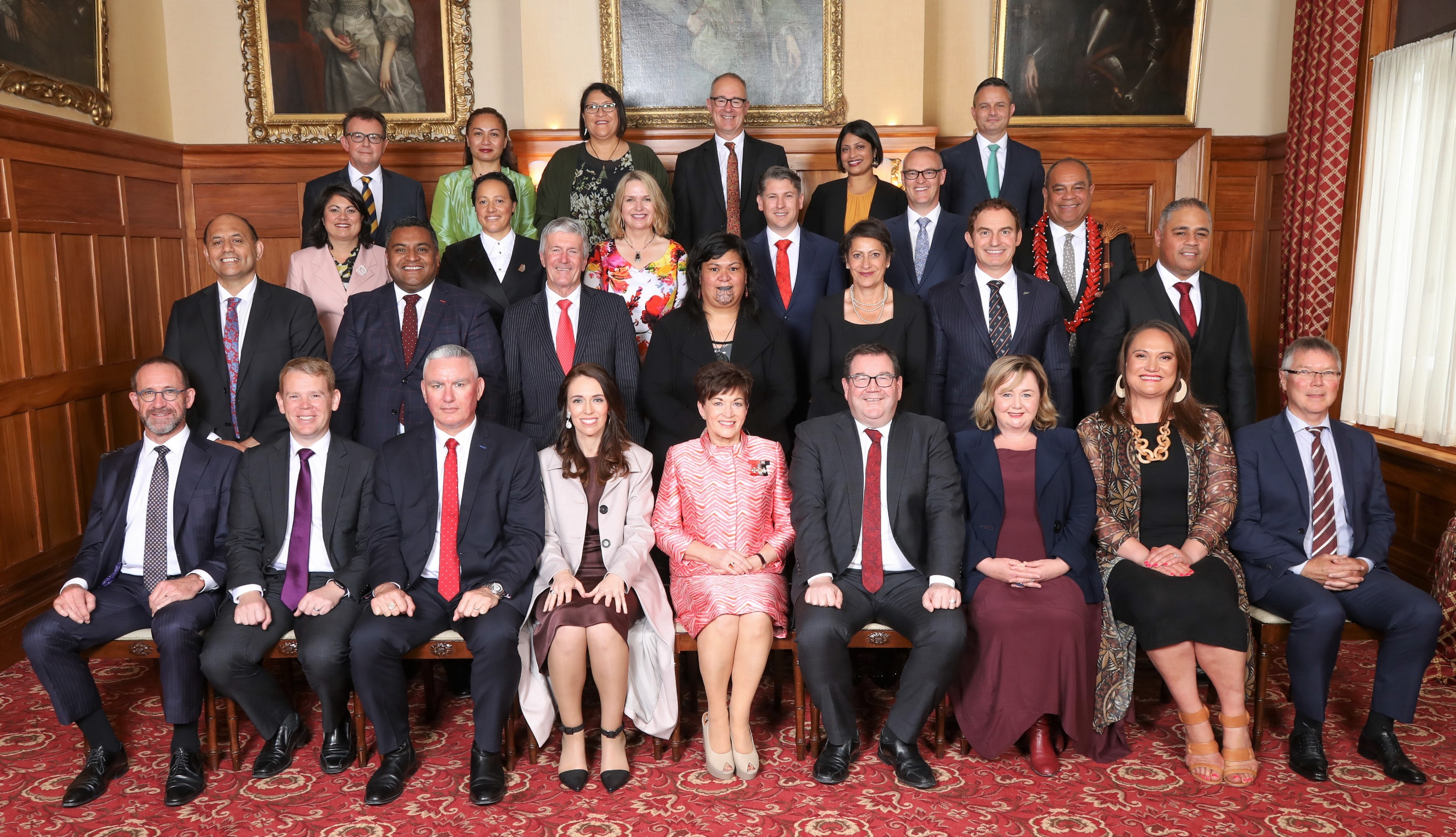
Carmel Sepuloni (2020)
2. von rechts in der ersten Reihe

| Minister                                             | vom              | bis             |
| ---------------------------------------------------- | ---------------- | --------------- |
| Minister for Disability Issues                       | 6. November 2020 | 14. Juni 2022   |
| Minister for ACC (Accident Compensation Corporation) | 6. November 2020 | 25. Januar 2023 |
| Minister for Social Development and Employment       | 6. November 2020 | 25. Januar 2023 |
| Minister for Arts, Culture and Heritage              | 6. November 2020 | 25. Januar 2023 |

### Ministerämter in der Regierung Hipkins
Nachdem Jacinda Ardern in der laufenden Legislaturperiode als Premierministerin zurückgetreten war und Chris Hipkins das Amt am 25. Januar 2023 übernahm, bot Hipkins ihr das Amt des Deputy Prime Ministers (stellvertretender Premierminister) an. Beide wurden zusammen am selben Tag vereidigt.
| Minister                                               | vom             | bis               |
| ------------------------------------------------------ | --------------- | ----------------- |
| Deputy Prime Minister                                  | 25. Januar 2023 | 27. November 2023 |
| Minister for Social Development and Employment         | 25. Januar 2023 | 27. November 2023 |
| Minister for ACC (Accident Compensation Corporation)   | 25. Januar 2023 | 27. November 2023 |
| Minister for Arts, Culture and Heritage                | 25. Januar 2023 | 27. November 2023 |
| Acting Minister for Child Poverty Reduction            | 25. Januar 2023 | 1. Februar 2023   |
| Associate Minister of Foreign Affairs (Pacific Region) | 1. Februar 2023 | 27. November 2023 |
| Minister for Auckland                                  | 21. Juni 2023   | 27. November 2023 |
| Minister for Workplace Relations and Safety            | 21. Juni 2023   | 27. November 2023 |

Quellen: Department of the Prime Minister and Cabinet New Zealand Parliament
Mit der nachfolgenden regulären Parlamentswahl, die am 14. Oktober 2023 stattfand, verlor die Labour Party ihre Regierungsmehrheit an die New Zealand National Party und Sepuloni nahm nachfolgend die Rolle der stellvertretenden Oppositionsführerin für ihre Partei an. Ihren Wahlkreis Kelston konnte sie mit einer einfachen Mehrheit von 46 % der abgegebenen Stimmen erfolgreich verteidigen.